# François Augustin Bridoux
Pour les articles homonymes, voir Bridoux.
François Eugène Augustin Bridoux, dit Augustin Bridoux, est un graveur français né le 28 juillet 1813 à Abbeville (Somme) et mort le 9 avril 1892 à Orsay (Essonne).

## Biographie
Formé en gravure à partir de 1829 à Abbeville (Somme), Augustin Bridoux est présenté deux ans plus tard à Paris au graveur François Forster. En parallèle, il étudie l'anatomie dans l'atelier du sculpteur Pierre-Jean David d'Angers. En 1832, il est admis aux Beaux-Arts de Paris, ce qui lui permet de réaliser de nombreux dessins d'œuvres conservées au musée du Louvre.
En 1834, il se présente au concours du prix de Rome de gravure, qu'il obtient. Il part en 1835 étudier pour cinq années à la villa Médicis,, dont Ingres vient de prendre la direction. C'est en parcourant l'Italie qu'il dessine de nombreuses œuvres d'artistes renommés, notamment La Vierge aux candélabres de Raphaël, ou la Belle Ferronnière de Léonard de Vinci.
De retour en France en 1840, il épouse Félicie Fortin (morte en 1852), fille du sculpteur Augustin Félix Fortin. Poursuivant sa carrière de dessinateur et de graveur, il expose au Salon où il obtient plusieurs distinctions. À partir de ces années-là, il voyage régulièrement en Angleterre.
En 1845, il entreprend la gravure du portrait officiel du roi des Français Louis Philippe Ier, d'après un tableau de Franz Xaver Winterhalter, qu'il achève fin 1847, quatre mois avant les bouleversements politiques de la Deuxième République. Sa première épouse meurt en 1852 des suites d'une longue maladie. Sa seconde femme, Adrienne Gomel, née Delaporte, qu'il épouse en 1855 meurt trois ans plus tard.
Accablé, Augustin Bridoux ne grave plus guère. Il est cependant membre du jury de l'École des beaux-arts et assesseur pour le prix de Rome pendant plusieurs années. François Forster, son maître et protecteur, meurt en 1872, le désignant comme légataire universel.
Il se retire puis meurt à Orsay en 1892. Il est enterré à Paris au cimetière du Montparnasse, entre les 10e et 11e divisions.

## Récompenses
- Premier grand prix de Rome de gravure en taille douce en 1834[6].
- Médaille d'or 2e classe, Salon de 1841.

## Collections publiques
- États-Unis
  - Cambridge, musées d'art de Harvard :
    - La Vierge aux candélabres, Salon de 1841, d’après Raphaël[7] ;
    - L'Immaculée Conception, Salon de 1845, d'après Bartolomé Esteban Murillo ;
    - La Belle Ferronnière, Salon de 1847, d’après Léonard de Vinci ;
    - Le Roi Louis-Philippe, d’après Franz Xaver Winterhalter, 1847 ;
    - Madone Aldobrandini, 1861, d’après Raphaël.

- France
  - Abbeville :
    - bibliothèque municipale : Célestin, 1832[8].
    - musée Boucher de Perthes : La Vierge au donataire ou Madone à l’Enfant avec un donateur, Salon 1850, d’après une fresque de Léonard de Vinci.

  - Paris :
    - Chalcographie du Louvre : Portrait de Mona Lisa, dite la Joconde, 1838, d’après Léonard de Vinci[9].
    - École nationale supérieure des beaux-arts : Étude académique gravée d’après nature, prix de Rome de gravure en 1834[10].

- Royaume-Uni
  - Londres, British museum : Mlle Rachel, sociétaire du Théâtre-Français, 1841.
  - National Trust Collections : La Vierge à la fleur, 1844, d'après Marianne Alford (en).

Œuvres d'Augustin Bridoux
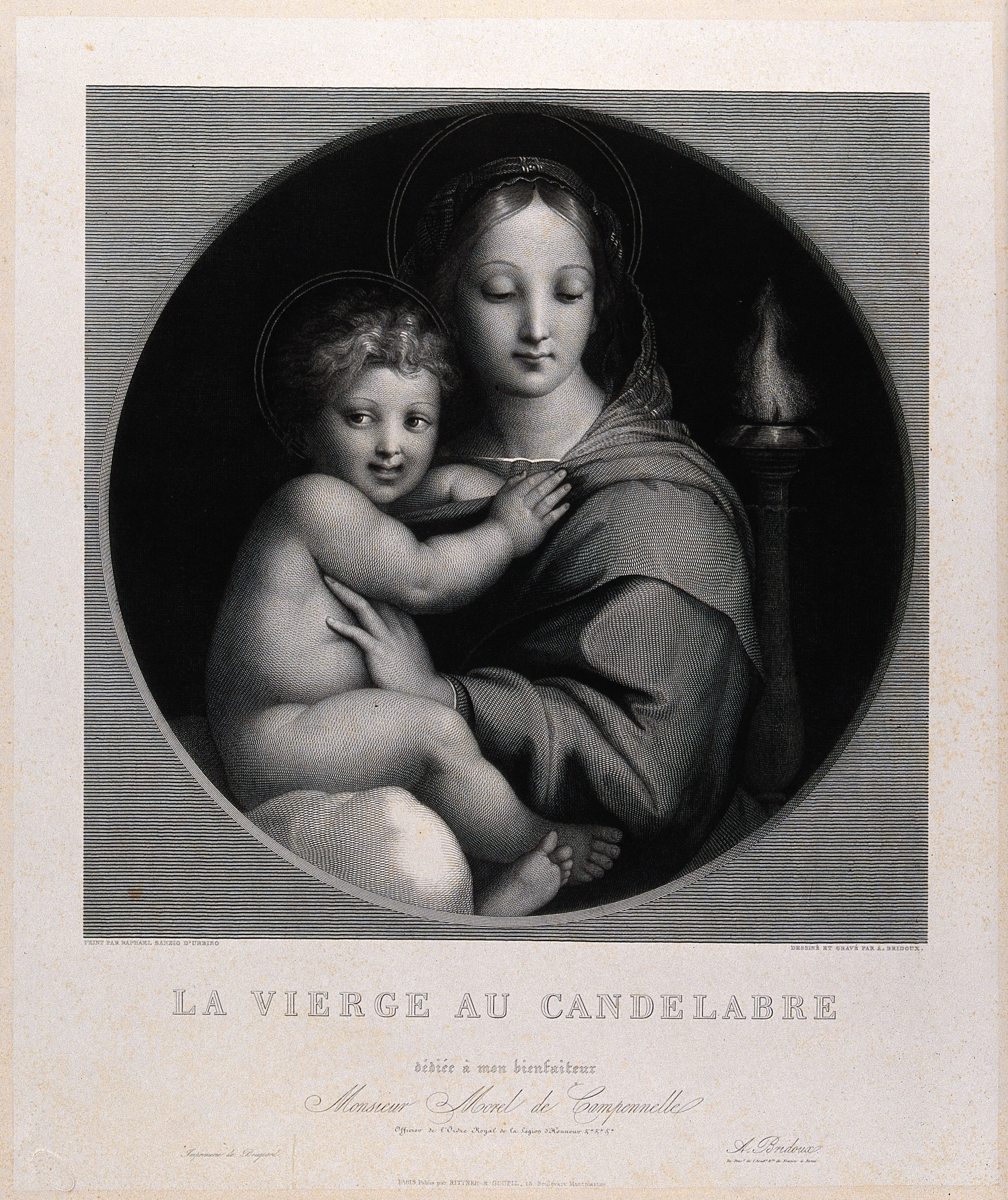
La Vierge aux candélabres (1841), d'après Raphaël.
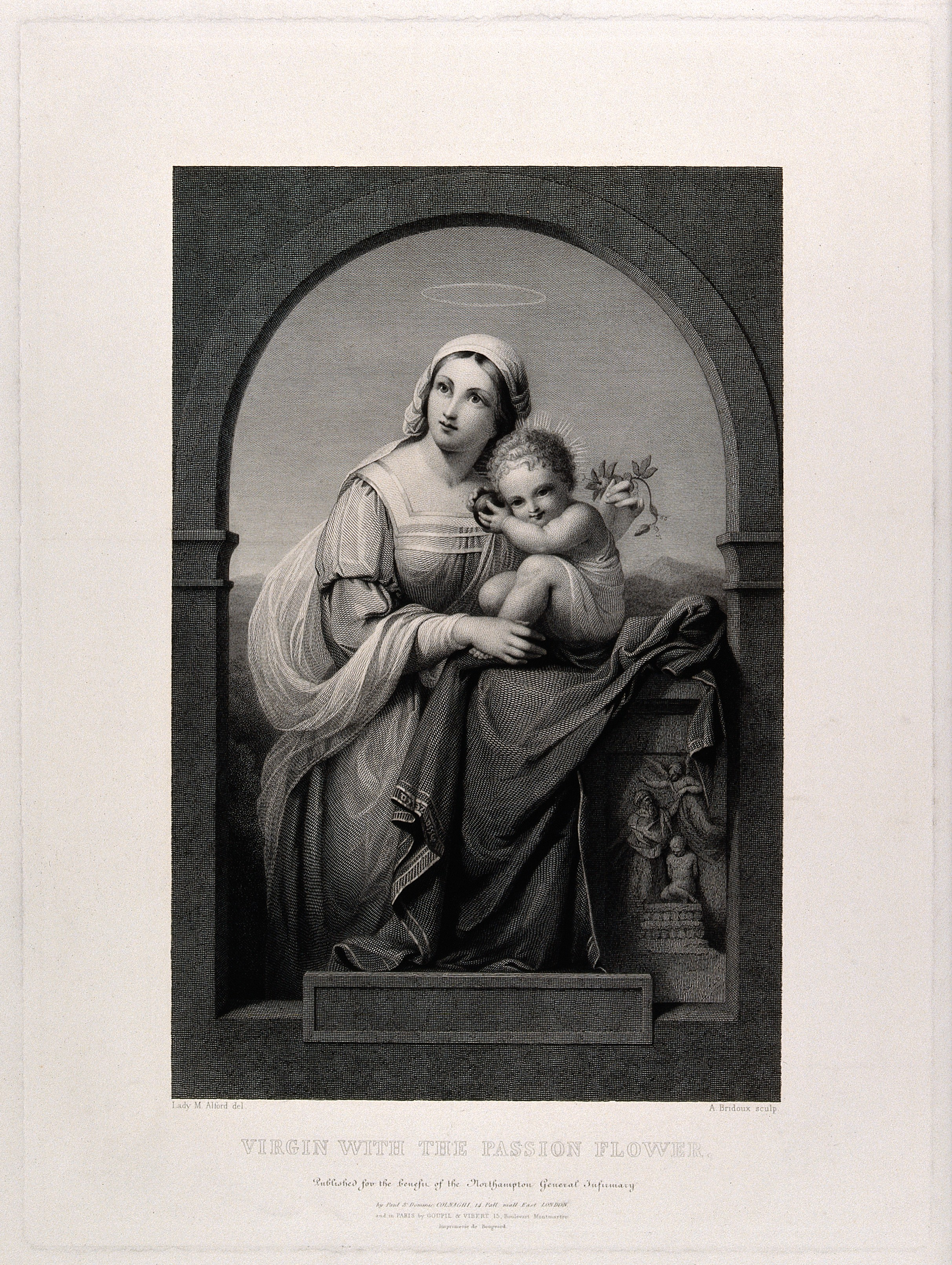
La Vierge à la fleur (1844), d'après Marianne Alford (en).
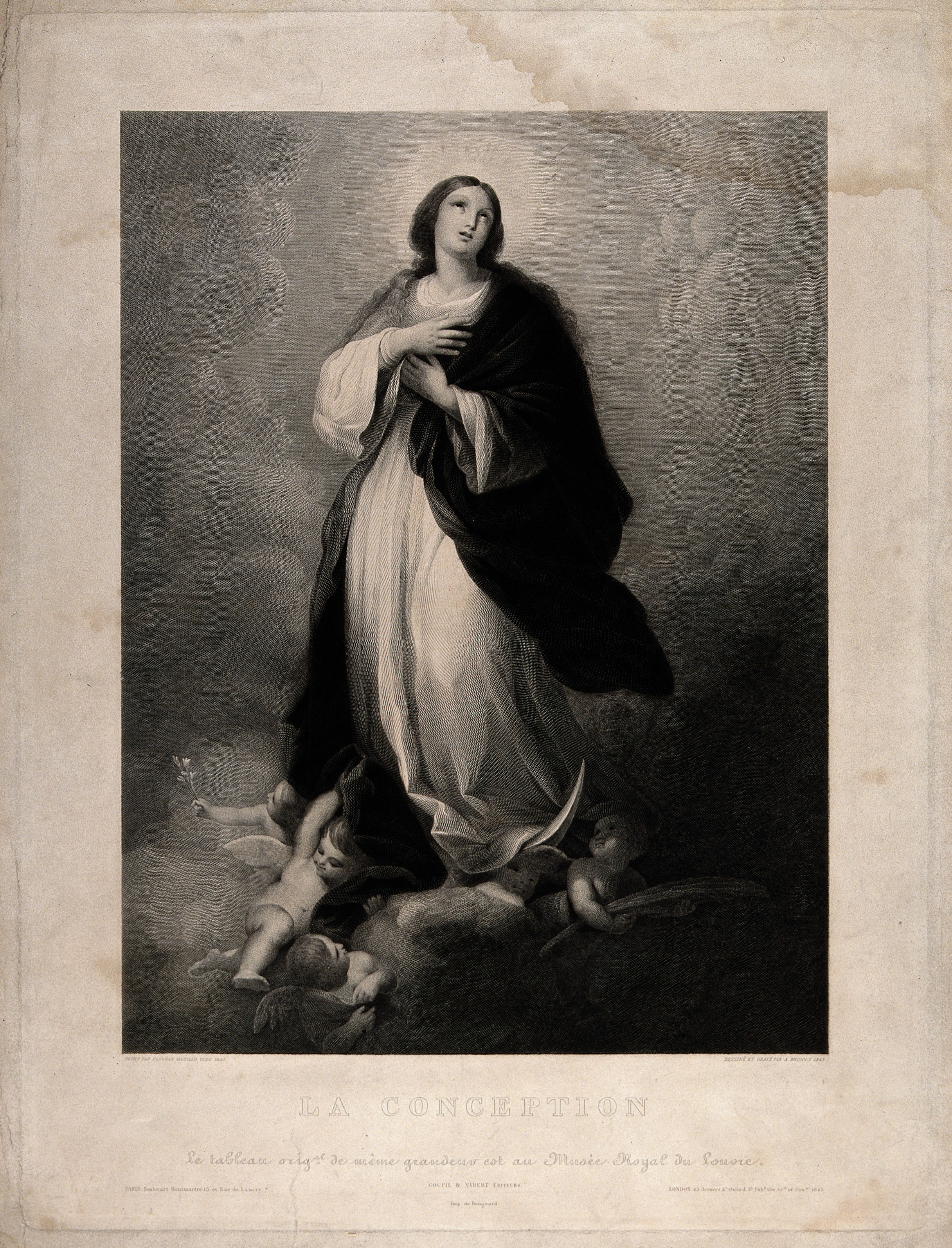
La Conception (1845), d'après Bartolomé Esteban Murillo.

## Élève
- Jules-Joseph Meynier